# 浅野屋古椎
浅野屋 古椎 （あさのや こつい、生没年不詳）は、江戸時代後期の俳人である。

## 略歴
弘化年間の人物であり、奥州仙台南町の出身で、初め静寂庵と称し、後に理平と号した。『俳諧海南人名録』では俳歌に「鳥の入る雲に見ゆるやひるの月」とある。